# El Eco de Galicia (La Habana)
El Eco de Galicia (Revista semanal de ciencias, arte y literatura) fue un periódico  editado en La Habana (Cuba) entre 1878 y 1902.

## Historia y características
Fue el primer gran periódico de la emigración gallega en Latinoamérica. El primer número vio la luz el 8 de marzo de 1878. Su nacimiento y evolución están ligados a su director,  Waldo Álvarez Insua, que fue el impulsor del Centro Gallego desde sus páginas. Entre julio y octubre de 1901 estuvo dirigido por Eduardo Núñez Sarmiento.
El Eco de Galicia era un periódico escrito en español, con colaboraciones literarias en gallego. Mostraba información sobre la vida de la comunidad gallega en Cuba (Centro Gallego e Sociedad de Beneficencia de Naturales de Galicia), noticias locales de Galicia y publicidad de los principales negocios de gallegos en La Habana. Sus últimos números salieron en 1902, sustituyéndole en la línea editorial el semanario Galicia.